# Gymnoscelis coquina
Gymnoscelis coquina är en fjärilsart som beskrevs av W. Warren 1897. Gymnoscelis coquina ingår i släktet Gymnoscelis och familjen mätare. Inga underarter finns listade i Catalogue of Life.